# Братковский, Стефан
Стефан Тадеуш Александр Братковский (пол. Stefan Tadeusz Aleksander Bratkowski; 22 ноября 1934, Вроцлав — 18 апреля 2021) — польский писатель, редактор и журналист, историк, диссидент социалистического направления. Активист движения Солидарность. В 1980—1981 и 1989—1990 — председатель Союза польских журналистов, затем — почётный председатель. В Третьей Речи Посполитой — публицист и организатор СМИ.

## «Партийно-журналистская фронда»
Родился в семье дипломата и военного разведчика. С 1936 жил в Варшаве. После подавления Варшавского восстания в 1944 году несколько лет скитался по Польше, воспитывался в детском доме.
В 1949 году Стефан Братковский стал членом Союза польской молодёжи. В 1954 вступил в ПОРП. Осенью 1956 окончил Ягеллонский университет. Занимался общественной деятельностью по «комсомольской» линии, был организатором съезда Революционного союза молодёжи в Варшаве. В 1956—1957 состоял в ЦК Союза социалистической молодёжи.
Стефан Братковский придерживался идей демократического социализма. В 1954 он организовал молодёжный дискуссионный клуб, в 1956 участники клуба прошли несанкционированным маршем по Кракову. Братковский состоял в редколлегии общественно-политического журнала Po prostu, считавшегося в середине 1950-х рупором «студенческой фронды», органом общественной поддержки «либерального» — на тот политический момент — курса Гомулки. Издание активно пропаганлдировало идеи производственного самоуправления, Братковский выступал за «рыночный социализм» с учётом западного экономического опыта, критиковал хозяйственную неэффективность плановой системы ПНР. В 1957, при первом же ужесточении политики Гомулки, журнал был закрыт.
С мая 1970 года Стефан Братковский редактировал Życia i Nowoczesności, приложение к партийной газете Życia Warszawy. В 1973 издание было закрыто как политически неблагонадёжное. В 1971—1974 годах Стефан Братковский был также директором Лаборатории компьютерного прогнозирования научно-производственного центра. После увольнения несколько лет оставался без работы.
Стефан Братковский занимался историческими исследованиями (например, военно-инженерной стороной деятельности Тадеуша Костюшко). Сблизился с диссидентским движением. Участвовал в деятельности Летучего университета, распространял книги независимого издательства Nowa, выступал на польской секции Радио «Свободная Европа». Оставаясь марксистом и социалистом, Братковский ориентировался на «ревизионистские» течения в аппарате ЦК КПСС, в частности, на сочинения Александра Ципко.

## Журналистика «Солидарности»
В 1980 Стефан Братковский активно присоединился к «Солидарности». На этой волне был избран председателем Союза польских журналистов. Считался представителем КОС-КОР в медиа-среде. Братковский много сделал для снятия информационных запретов и введения фактической свободы печати в Польше 1981. Был исключён из ПОРП.

Печаталось практически всё, что могло прийти в голову журналисту или редактору.

В то же время Братковский не принадлежал к радикальному крылу «Солидарности», был противником конфронтации с ПОРП. В декабре 1981 он фактически осудил Радомскую платформу.

Если кто-то не может не выступать в духе «это есть наш последний», пусть говорит такое на именинах у тёщи, где его слова не записывают на магнитофон. Речь идёт не о «последнем бое», а о сложном процессе реформ.

Стефан Братковский

После введения военного положения Стефан Братковский работал в нелегальном журналистском союзе, сотрудничал с движением контркультуры, организовывал нелегальные семинары, фестивали бардовской песни. В 1987 Братковский организовал т. н. «Группу 60-ти» — собрание интеллектуалов «Солидарности». Он эффективно поддерживал связи нелегальной «Солидарности» с мировой прессой.
В 1988, на волне массовых протестов, Стефан Братковский вошёл в Гражданский комитет «Солидарности», возглавляемый Лехом Валенсой. Был участником Круглого стола, занимался вопросами легализации оппозиционных СМИ. В 1989 снова стал председателем Союза польских журналистов, с 1990 — почётным председателем. Был одним из учредителей популярного издания Адама Михника Gazeta Wyborcza и издательства Agora.

## В новых польских СМИ
В Третьей Речи Посполитой Стефан Братковский продолжал активно заниматься политической публицистикой. В 1991 он стал председателем Фонда «Пресс-центр стран Центральной и Восточной Европы», с 2007 возглавил совет Фонда. Редактирует социальный портал независимой журналистики Studio Opinii. Состоит в наблюдательном совете Ассоциации работников и друзей польской секции «Радио Свободная Европа».
Стефан Братковский был членом Союза польских писателей, почётным членом Союза польских художников и дизайнеров. Состоял в редакционном совете польского русскоязычного журнала «Новая Польша». Входил в руководство Центра мониторинга свободы прессы. Был ведущим радиопрограмм.
В 2011 Стефан Братковский награждён Командорским крестом Ордена Возрождения Польши. Лауреат премии А. Д. Сахарова. Имеет награду ПЕН-клуба.
Стефан Братковский — автор ряда художественных и историко-публицистических произведений.